# 343774 Samuelhale
343774 Samuelhale è un asteroide della fascia principale. Scoperto nel 2006, presenta un'orbita caratterizzata da un semiasse maggiore pari a 2,3809477 au e da un'eccentricità di 0,1510280, inclinata di 3,60161° rispetto all'eclittica.